# 2389 Dibaj
2389 Dibaj (1977 QC1) là một tiểu hành tinh vành đai chính được phát hiện ngày 19 tháng 8 năm 1977 bởi Chernykh, N. ở Nauchnyj.